# IndieGala
IndieGala ist ein italienisches Unternehmen, das eine digitale Distributionsplattform für Videospiele betreibt. Bekannt ist es hauptsächlich für seine Videospiel-Bundles, ähnlich Humble Bundle. Darüber hinaus ist IndieGala Publisher und entwickelt selbst Videospiele.

## Geschichte
IndieGala startete im Dezember 2011. Alle bisher veröffentlichten Bundles beinhalteten nicht das Spiel als Download, sondern zumeist lediglich Steam-Zugangscodes (Keys). Später kamen auch Spiele für andere Plattformen, wie Origin, Desura und Android, hinzu. Wie Humble Bundle hat der Käufer die Möglichkeit, für Bundle genau so viel zu zahlen, wie er möchte (Pay-what-you-want-Modell). Die Einnahmen des Bundles werden unter Spieleentwickler, gemeinnützigen Organisationen und dem Bundle-Organisator (also Indiegala) aufgeteilt, deren Zusammensetzung der Käufer individuell bestimmen kann. Während anfangs noch einen größerer Fokus auf Musikalben, die in Bundles enthalten waren, gelegt wurde, verschwanden diese mit der Zeit vollständig. Eine Besonderheit zu anderen Bundle-Anbietern sind verschiedene Aktionen für je eine Stunde. So kann beispielsweise der Beat the Average zeitweise auf einen niedrigeren Preis festgesetzt werden (Happy Hour).
Mit der Zeit wurde das Geschäftsmodell angepasst: Unter anderem kamen ein Onlineshop und eine Plattform, unter der Nutzer Steam Keys tauschen können, hinzu. Außerdem agiert IndieGala zunehmend als Publisher und Spieleentwickler, so unter anderem für folgende Spiele:
| Spiel                             | Jahr | IndieGala als          |
| --------------------------------- | ---- | ---------------------- |
| Blockstorm                        | 2015 | Publisher              |
| Downward                          | 2016 | Publisher              |
| Red Rope                          | 2016 | Publisher              |
| Tyler                             | 2016 | Publisher              |
| Voodoo                            | 2017 | Publisher              |
| TITANS: Dawn of Tribes            | 2017 | Publisher              |
| Die Young (in Entwicklung)        | 2017 | Publisher & Entwickler |
| Stayin’ Alive (in Entwicklung)    | 2018 | Publisher & Entwickler |
| Gates of Nowhere (in Entwicklung) | 2018 | Publisher              |

## Kritik
IndieGala wird 2014 in einem Gamasutra-Blogpost von Josh Fairhurst, dem Gründer des Indieentwicklers Mighty Rabbit Studios, vorgeworfen, anders als andere Bundle-Anbieter nicht im gegenseitigen Interesse zu handeln, sondern lediglich Profit machen zu wollen. Dies begründet er damit, dass die Geschäftspraxis von IndieGala (durch Happy Hours und der Möglichkeit, Keys als Geschenke hinzuzukaufen) den Kauf von Steam Keys weit unter Marktwert zulasse und den Wiederverkauf dieser Keys auf Reseller-Websites begünstige, was wiederum zu einem Umsatzeinbruch bei den Entwicklern führe.
Im Dezember 2016 bewarb IndieGala das Videospiel Insurgency auf Twitter und Facebook mit einem islamophobischen Meme, worauf sich über Tausend Nutzer auf Twitter beschwerten und die Macher von Insurgency, New World Interactive, IndieGala aufforderten, den Tweet zu löschen.